# Ťien-wen
Císař Ťien-wen (čínsky pchin-jinem Jiànwén, znaky 建文; 5. prosince 1377 – 13. července 1402?, Nanking) vlastním jménem Ču Jün-wen (čínsky pchin-jinem Zhu Yŭnwén, znaky 朱允炆) byl druhý císař říše Ming. Otcem Ču Jün-wena byl Ču Piao, nejstarší syn a následník trůnu zakladatele dynastie Ming, císaře Chung-wua. Ču Piao zemřel v sedmatřiceti letech roku 1392, poté Chung-wu jmenoval novým následníkem trůnu Ču Jün-wena. Vlády se chopil po smrti Chung-wua v červnu 1398. Po převzetí moci s novým rokem vyhlásil éru „Ustanovení civilních ctností“, Ťien-wen. Název éry je používán i jako jméno císaře.
Jako císař se obklopil konfuciánsky vzdělanými úředníky, kteří vzápětí zahájili revizi Chung-wuových reforem. Nejpodstatnější změnou byl pokus o omezení či likvidaci knížat, synů císaře Chung-wu, kteří byli oporou předchozí vlády. Obávaje se mocichtivosti svých strýců, snažil se Ťien-wen omezit jejich reálné mocenské možnosti. Nejnebezpečnějším z nich byl vojevůdce Ču-ti, postavený do čela pekingské oblasti, kde měl za úkol držet hranici s Mongoly. Poté, co císař přikázal uvěznit stoupence svého strýce, Ču-ti zorganizoval spiknutí proti císaři. Pod záminkou jeho ochrany od zkorumpovaných dvorských úředníků se roku 1399 vzbouřil. Následovala občanská válka, nazvaná Ču Tim kampaň ťing-nan, kampaň za odstranění nepořádků. Roku 1402 Ču-ti dobyl hlavní město, Nanking, přičemž císařský palác shořel do základů a v něm pravděpodobně i císař s manželkou, matkou a starším synem. Těla císaře a jeho blízkých nebyla nalezena, na tomto základě se rozšířila pověst o jeho přežití a uchýlení se do buddhistického kláštera.
Po dobytí Nankingu Ču-ti nastoupil na trůn a vyhlásil éru Jung-le. Zrušil reformy zavedené Ťien-wenem a prohlásil svého předchůdce za nelegitimního – proto mu neudělil chrámové ani posmrtné jméno a zrušil éru Ťien-wen, přičemž o léta 1398–1402 prodloužil éru Chung-wu.

## Život

### Dětství, korunní princ
Ču Jün-wen se narodil 5. prosince 1377 jako druhý syn Ču Piaa a jeho manželky paní Lü. Ču Piao byl prvorozený syn Chung-wua, zakladatele a od roku 1368 prvního císaře říše Ming. Současně s převzetím císařského titulu Chungwu jmenoval svého prvorozeného syna následníkem trůnu. Roku 1382 se po smrti staršího bratra stal Ču Jün-wen nejstarším synem Ču Piaa. Byl popisován jako vyspělé a přímé dítě, které si císař oblíbil. 
V květnu 1392 Ču Piao v sedmatřiceti letech po několikaměsíční nemoci zemřel. Ču Jün-wen byl jako jeho nejstarší žijící syn 28. září 1392 jmenován novým korunním princem. Následovalo šest let pečlivé přípravy na vladařskou dráhu. Mladík byl povahou podobný otci – nepříliš fyzicky zdatný knižní typ, zdvořilý, ctící konfuciánské hodnoty. Císař Chung-wu měl určité pochybnosti o vnukově způsobilosti k vládě, vzhledem k jeho, podle císařova mínění, nedostatečné tvrdosti. Snad proto v čistkách první poloviny 90. let odstranil řadu potenciálně nebezpečných generálů.

### Převzetí vlády
Chung-wu zemřel 24. června 1398. Ču Jün-wen nastoupil na trůn o šest dní později, 30. června 1398. Jeho mírný charakter a konfuciánské ideály ho učinily citlivého na krutosti politiky Chung-wua, na trůn nastupoval se snahou o radikální změnu politického stylu. Od nového roku, tedy od 6. února 1399, vyhlásil éru „Ustanovení civilních ctností“, Ťien-wen, jejímž jménem je označován. Název éry symbolizoval styl a cíle jeho vlády a ostře kontrastoval s érou Chung-wu, „Nesmírná bojovnost“.
Namísto zasloužilých generálů či knížat z císařského rodu se opíral o konfuciánské vzdělance. Jeho nejbližšími rádci byli Chuang C'-čcheng, Čchi Tchaj a Fang Siao-žu, idealističtí učenci odhodlaní k reformám, ale vesměs teoretici bez větších zkušeností s praktickým řízením země.

### Reformy státní správy
Za vlády Ťien-wena zesílil vliv civilní části administrativy na úkor vojenských velitelů a císařových strýců. Došlo také k částečnému obnovení úřadu „kancléře“ (čcheng-siang), hlavy civilní administrativy. Po zrušení ústředního sekretariátu roku 1380 totiž ve správě říše Ming neexistoval žádný centrální úřad, který by koordinoval práci ministerstev a jiných civilních úřadů, všechny byly přímo podřízené císaři. Ťien-wen pověřil Chuang C'-čchenga, Čchi Tchaja a Fang Siao-žua celkovým vedením vlády říše, v diskuzi s ním určovali vládní politiku a dozírali na její realizaci ministerstvy. Fakticky se stali kancléři, pouze neměli příslušný titul. Reforma byla užitečná pro správu říše, ale v rozporu s nařízením Chung-wua, který obnovu kancléřství v jakékoli formě zakázal.
Ministři v žebříčku hodnostních tříd povýšili z druhé hodnosti na první a vyrovnali se tak nejvýše postaveným generálům (předsedům hlavních vojenských komisí). Změněny byly počty odborů a úředníků ministerstev, zvýšen status i počet míst v akademii Chan-lin a Národní univerzitě. Posílil vliv akademie ve výchově princů. Proběhla řada úprav kompetencí a názvů úřadů, podle vzorů z období dynastie Čou. Po Ťien-wenově svržení byly jeho reformy státní správy zkritizovány jako opuštění zásad zakladatele říše a zrušeny.
Některým zákonům a prohlášením minulého císaře Ťien-wen vytýkal už jako korunní princ přílišnou tvrdost a po nástupu na trůn je zrušil. Jeho nástupce Jung-le však jejich platnost obnovil. Císař také zrušil křiklavé daňové nespravedlnosti minulé éry, především zcela neúměrné daně uvalené na Ťiang-nan, zvláště na prefektury Su-čou a Sung-ťiang. Daně v Ťiang-nanu byly roku 1400 sníženy na průměrnou úroveň. Příští rok byly omezeny daňové výjimky taoistického a buddhistického duchovenstva, pozemky přes určenou míru měli odevzdat k rozdělení potřebným. Změny patrně vláda nestihla uvést v život ještě před svým pádem, nicméně i tak se projevilo odcizení zejména buddhistů a jejich příklon k Jung-lemu.

### Politika omezování knížat
Ťien-wenova vláda se snažila minimalizovat moc císařových strýců, synů Chung-wua. Ti obdrželi od svého otce tituly knížat (wang) a značné příjmy a privilegia. Sídlili v provinciích, kde měli k dispozici osobní gardu velikostí od 3 do 15 tisíc mužů a někteří z nich v 90. letech 14. století veleli mingským armádám, především na severní hranici. Nejvlivnější a nejstarší z nich byl Ču Ti, čtvrtý syn Chung-wua.
Politiku „omezování knížat“ (siao fan) obhajovali Čchi Tchaj a především Chuang C’-čcheng, poukazy na zkušenosti minulých dynastií (povstání sedmi knížat za dynastie Chan). Za reálná i smyšlená provinění byly knížecí domy buď přímo rušeny, nebo alespoň omezovány jejich pravomoci. Vláda knížatům zakázala účastnit se veřejného života, v přímém rozporu se zákony zemřelého Chung-wua, podle kterých měli být oporou trůnu v čele vládních vojsk.
První obětí nových pořádků byl Ču Su, kníže z Čou se sídlem v Kchaj-fengu, blízký přítel Ču Tiho. Na podzim 1398 ho císař zbavil titulu a vypověděl do Jün-nanu . V únoru 1399 byl v Ta-tchungu uvržen do domácího vězení Ču Kuej (1374–1446, kníže z Taj). Ču Po (1371–1399), kníže ze Siang, 1. června 1399 zapálil svůj palác v Ťing-čou, aby v něm uhořel i s rodinou. Během následujících dvou měsíců, v červnu a červenci, přišli o své tituly Ču Fu (1364–1428), kníže z Čchi, sídlící v Čching-čou a Ču Pien (1379–1400), kníže z Min, sídlící v Jün-nanu.
Hlavním dlouhodobým cílem opatření a nejnebezpečnějším protivníkem vlády byl Ču Ti. Sídlil v Pekingu, v taženích proti Mongolům se projevil jako schopný vojevůdce a energický administrátor. Od roku 1392, kdy nebyl jmenován následníkem, se považoval za nezaslouženě opominutého. Knížata snažení nového císaře a jeho vlády vnímala jako osobní ohrožení a považovala je za porušení zákonů Chung-wua, které byli všichni, včetně císaře, povinni dodržovat.

### Občanská válka

#### Konflikt s Ču Tim
Vůči Ču Timu se vláda chovala opatrně, což mu dalo možnost připravit se a shromažďovat síly. Nankingská vláda zatím systematicky omezovala Ču Tiho moc. Jeho osobní gardu (15 tisíc mužů) přeložila mimo Peking, generálové sloužící na severovýchodě Číny blízcí Ču Timu byli postupně nahrazováni stoupenci císaře.
V červnu 1399 císař povolil návrat do Pekingu Ču Tiho synům, zůstávajícím (fakticky jako rukojmí) v Nankingu od Chung-wuova pohřbu. Jejich návrat zbavil Ču Tiho zábran. Bezprostřední záminkou vzpoury se stalo zatčení dvou Ču Tiho nižších úředníků za „rozvratnou činnost“. Ču Ti, podpořený pekingskými provinčními hodnostáři, reagoval obsazením okresů a prefektur v okolí Pekingu. Válku později nazval „kampaň za odstranění nepořádků“ (kampaň ťing-nan). Vzpouru ospravedlňoval v dopisech zaslaných dvoru (v srpnu a prosinci 1399) a veřejném prohlášení.
Své akce ospravedlňoval snahou ukončit vnitropolitické nepořádky a zmatky, obranou Chung-wuových statutů a zákonů určujících povinnosti knížat, a úctou k zemřelému otci. Obvinil císaře a jeho ministry z perzekuce knížat, falešně nařčených z přípravy povstání. Své kroky prezentoval jako přiměřenou sebeobranou. Tvrdil, že nemá zájem o trůn, ale jako nejstarší žijící syn zemřelého zakladatele říše je povinen obnovit právo a zákonnost rozvrácené zločinnými císařovými poradci a ministry.

#### Průběh války
Počátkem války měl Ču Ti k dispozici 100 tisíc mužů a ovládal pouze bezprostřední okolí Pekingu. Naproti tomu nankingská vláda disponovala třikrát větším množství vojáků a mnohonásobně většími zdroji. Nicméně převaha vlády nebyla tak jednoznačná, Ču Ti byl rozhodný a výjimečně schopný velitel, jeho jednotky patřily k elitě mingských armád a zahrnovaly množství mongolského jezdectva. Císařskou stranu oslabovala nerozhodnost a špatná koordinace velitelů, rozpory mezi stoupenci boje a straníky smířlivého postupu i vojenská nezkušenost císaře a jeho nejbližších ministrů.
V srpnu 1399 císař jmenoval Keng Ping-wena velitelem vojsk určených k potlačení povstání. Keng Ping-wen přitáhl se 130 tisíci vojáky do Čen-tingu, města jihozápadně od Pekingu, ale koncem září ho Ču Ti porazil, přičemž císařská armáda utrpěla velké ztráty. V listopadu 1399 nový velitel císařské armády Li Ťing-lung využil nepřítomnosti Ču Tiho v Pekingu a oblehl město, ale Ču Ti se rychle vrátil a donutil císařské k ústupu.
Rok 1400 uplynul v útocích rebelů a protiútocích vládní armády. Císařští nebyli schopni využít převahu v počtu vojáků ani zmobilizovat dodatečné síly, Ču Ti proto mohl upevnit své postavení na severu. Nespokojený císař odvolal Li Ťing-lunga a jmenoval Šeng Junga novým velitelem vojsk potlačujících povstání. Od podzimu 1400 Ču Ti, podle rad svých příznivců setrvávajících v Nankingu, vsadil na opotřebovávací válku. Drobnými nájezdy narušoval komunikace nepřítele v jižním Pej-pchingu a západním Šan-tungu.
V lednu 1401 vládní armáda s použitím střelných a raketových zbraní zahubila desítky tisíc rebelů u Tung-čchangu v Šan-tungu. Při ústupu do Pekingu Ču Ti jen těsně unikl zajetí. Koncem února rebelové zaútočili. V dubnu a květnu rozdrtili vládní armády. Císař reagoval povýšením Žu Čchanga a Li Ťing-lunga, hlav „mírové strany“ u dvora. Nabídku na mírová jednání Ču Ti ale odmítl. V létě povstalci pokračovali v nájezdech na zásobovací linie nepřátel, fronta v Šan-tungu a jižním Pej-pchingu se zatím posunovala střídavě oběma směry.
V lednu 1402 zahájil Ču Ti ofenzívu. Podle rad nankingských eunuchů tentokrát nepostupoval přes opevněná města podél Velkého kanálu, ale západněji, kde byly vládní síly výrazně slabší, čímž rozvrátil linie vládních vojsk. Vláda poslala na sever generála Sü Chuej-cua, ale ani on nebyl schopen zastavit postup rebelů. Ti postupovali na jih, začátkem března dobyli Sü-čou na severu Č’-li. Na to vláda stáhla svá vojska z provincií Pej-pching a Šan-tung k obraně Č’-li.
V dubnu – červnu 1402 v urputných bojích povstalecké vojsko postoupilo od Sü-čou až na břeh Jang-c’-ťiang. Velitel vládního loďstva přeběhl k rebelům, ti pak překročili řeku a měli otevřenou cestu k Nankingu. Císař shromažďoval síly k obraně metropole. Členové „mírové strany“ ve vládě však využili příležitost a 13. července 1402 otevřeli povstalcům brány Nankingu. V následujících srážkách shořel císařský palác. Tři z těl později nalezených na spáleništi byla prohlášena za těla císaře, císařovny a jejich nejstaršího syna. Počínaje érou Ťia-ťing (1522–1567) nestátní historikové sympatizující s Ťien-wenem ve svých zápiscích šířili lidovou legendu, že dožil v anonymitě jako buddhistický mnich.
Ču Ti 17. července nastoupil na císařský trůn jako nástupce císaře Chung-wu. Od nového roku 1403 vyhlásil éru vlády Jung-le, „Věčného štěstí“. Svrženému synovci upřel legitimitu, zrušil jeho reformy a snažil se je úplně vymazat z historie.
Mladší syn Ťien-wena, Ču Wen-kuej, i další příbuzní, strávili ve vězení zbytek života. (Ču Wen-kueje roku 1457 císař Jing-cung, který sám v letech 1450–1457 žil v domácím vězení, ze soucitu propustil na svobodu. Ze svobody se však Ču Wen-kuej dlouho netěšil, po několika dnech zemřel.) Stoupenci zemřelého císaře byli potrestáni. Jeho nejbližší poradci popraveni. Císař Jung-le sice doufal, že neúplatný a čestný Fang Siao-žu přejde na jeho stranu a přinese tak nové vládě důvěru úřednictva, ale byl rázně odmítnut. Za trest císař nechal popravit nejen jeho příbuzné, ale i žáky. Čistky, popravy uvěznění, vyhnanství, postihly několik desítek tisíc lidí.

## Památka
Ve snaze o zahlazení památky poraženého císaře byla éra Ťien-wen zpětně zrušena a o léta 1399–1402 prodloužena éra Chung-wu. Většina oficiálních dokumentů jeho vlády byla zničena, likvidovány byly i soukromé zápisky. Vztah historiků k Ťien-wenovi souvisel s jejich postojem k legitimitě Jung-leho vlády. Oficiální historie vlády císaře Chung-wua v Tchaj-cu š’-lu (Pravdivých záznamech [vlády císaře] Tchaj-cu, tj. Chung-wua) sestavené v letech 1399–1402 byla přepsána v letech 1402–1403 a znova 1411–1418. Jung-leho historici vykreslili Ťien-wena jako slabého a nemorálního panovníka nezajímajícího se o vládu, obklopeného zkorumpovanými a zrádnými ministry. Pozdější verze naopak oslavují Ťien-wena jako čestného a benevolentního vládce, řídícího se radami oddaných konfuciánů a napravujícího krutosti předešlého císaře.
Jeho vláda byla vrácena do oficiální historie dynastie rozhodnutím císaře Wan-li v říjnu 1595, ale posmrtné a chrámové jméno dostal až v červenci 1644 od Ču Jou-sunga, který mu udělil chrámové jméno Chuej-cung (惠宗, doslova „Šlechetný předek“) a posmrtné jméno Žang chuang-ti (讓皇帝, „Abdikující císař“, jméno se vztahovalo k legendě o jeho abdikaci a anonymním životě buddhistického mnicha). Ale Ču Jou-sung nebyl uznán Čchingy jako legitimní a jeho rozhodnutí za platná. Až v září 1736 dostal Ťien-wen od císaře Čchien-lunga posmrtné jméno Kung-min chuej chuang-ti (恭閔惠皇帝).

## Potomci
| Příjmení (titul) matky | #  | Jméno                  | Narození – úmrtí | Titul             |
| ---------------------- | -- | ---------------------- | ---------------- | ----------------- |
| ∞ císařovna Ma (馬)    | 1. | Ču Wen-kchuej (朱文奎) | 1396 – asi 1402  | korunní princ     |
| ∞ císařovna Ma (馬)    | 2. | Ču Wen-kuej (朱文圭)   | 1401–1457        | kníže Chuaj z Žen |